# Nordseebilder
Nordseebilder ist ein Walzer von Johann Strauss Sohn (op. 390). Das Werk wurde am 16. November 1879 im Konzertsaal des Wiener Musikvereins unter der Leitung von Eduard Strauß erstmals aufgeführt.